# Tikomón
Tikomón är en ort i Mexiko.   Den ligger i kommunen Chamula och delstaten Chiapas, i den sydöstra delen av landet, 700 km öster om huvudstaden Mexico City. Tikomón ligger 2 480 meter över havet och antalet invånare är 143.
Terrängen runt Tikomón är kuperad åt nordost, men åt sydväst är den bergig. Tikomón ligger uppe på en höjd. Runt Tikomón är det tätbefolkat, med 550 invånare per kvadratkilometer. Närmaste större samhälle är San Cristóbal de las Casas, 16,9 km sydost om Tikomón. I omgivningarna runt Tikomón växer huvudsakligen savannskog.